# 吾之皇位号铁甲舰
“吾之皇位”号装甲舰（羅馬化：Ne Tron Menia）是19世纪60年代中期为俄罗斯帝国海军建造的三艘佩尔维涅茨级舷侧铁甲舰中的第二艘。该舰完工后加入了波罗的海舰队，从未离开过俄罗斯水域。自1870年起，该舰被分配到炮兵训练支队，期间经常更换武器装备。之后“吾之皇位”号被编入预备役，十年后改为废船。1905年，该船被解除武装，并于1908年被出售。俄国内战结束后，该舰被苏维埃政府收购，并于1925年被卖给了一家工厂。该舰在第二次世界大战期间列宁格勒围城战中沉没，1950年打捞上来后拆解报废。

## 设计
该舰被设计为一艘岸防舰，用于保护通往圣彼得堡的通道，并被称为“自行式装甲水上炮台”。因此，重型武器和防护是该舰设计中最重要的因素。舰名“俄语：”，转写自拉丁文“Noli me tangere”，意思是“不要摸我”，典出自《圣经》约翰福音的第20章第17节。
“吾之皇位”号全长220英尺（67.1），舷宽53英尺（16.2），设计吃水深14英尺6英寸（4.4），排水量达到3,277長噸（3,330公噸）。铁质舰体有比较明显的内倾。该舰的舰首和舰尾装有大型撞角，舰尾的撞角还能起到保护舵和螺旋桨的作用。这艘舰的操控性并不好，据记载有“经常有突然向一边或另一边猛地倾斜”，这可能是由于导向其舵的水流动力不佳所致。然而该舰却需要至少六名水手来操作舵轮。常规配置下，该舰全体乘员共计459名官兵。
为了降低成本，该舰从蒸汽战列舰“康斯坦丁”号上接收了翻新的发动机。这台发动机原是为其姊妹舰“佩尔维涅茨”号准备的。这可能是一台直接作用式蒸汽机，由英国的亨弗里斯和特南特公司制造，蒸汽由四台矩形火管锅炉提供。在1865年7月18日的海试中，本舰的舰载引擎产生了共1,200匹指示馬力（890千瓦特），使该舰达到了7.75—8節（14.35—14.82每小時；8.92—9.21英里每小時）的最高速度。随舰最多可以携带500長噸（510公噸）煤炭，但其续航能力尚不清楚。“吾之皇位”号配有三根铁制桅杆的纵帆索具。在帆和蒸汽结合下，该舰可以达到10節（19每小時；12英里每小時）航速。
“吾之皇位”号配备了17门8英寸（203）线膛炮。其中15门安装在主甲板的舷侧，另2门安装在上层甲板的中轴炮座上作为追击炮。1868年，1门主甲板炮被拆除，另增加了1门7.72英寸（196）60磅滑膛炮。
与“佩尔维涅茨”号不同，该舰从水线以上开始舷墙向内倾斜27°，意在偏转炮弹。因此水线处狭窄的垂直锻铁装甲带的厚度增加到5.5英寸（140），以补偿其降低的防护能力。舰体其余部分的侧面由4.5英寸（114毫米）的装甲保护，从距舰体前后端30英尺（9.1）处开始减少到4英寸（102）。这些装甲背后由10英寸（254）的柚木支撑，并延伸到水线下4英尺（1.2）。舰体通过六道横向和两道纵向的水密舱壁进行分隔，以防止水下损伤。顶部开放式的指挥塔也由4.5英寸的装甲保护。

## 建造和服役
“吾之皇位”号于1862年5月31日下单，当时俄方与英国造船商查尔斯·米切尔签订了造舰合同。该舰的总造价为923,500卢布。位于圣彼得堡的国有加莱尔尼岛造船厂被租赁给米切尔，海军部同意升级设施以处理铁壳铁甲舰的建造。为了建造足够大的船架滑道以容纳该舰，开工时间推迟到1863年1月30日。这一延迟使得设计方案得以修改，以容纳即将投入使用的更大、更强的8英寸后膛炮。这些火炮需要比旧的滑膛炮更多的操作空间，因此该舰被提高船体内倾点的位置，略微加宽了主甲板。根据其姊妹舰的经验，安装了深12英寸（305毫米）、长20英尺（6.1米）的觥龙骨以减少舰船的摇晃。“吾之皇位”号直到1863年12月1日才正式铺设龙骨，并于1864年6月23日下水。
该舰于1865年7月18日加入波罗的海舰队服役。1869年7月，该舰与装甲巡航舰“彼得罗巴甫洛夫斯克”号相撞。1870年后，该舰多次被分配到炮兵训练支队。作为编队的一部分，“吾之皇位”号经常被重新武装，以便训练军官和士兵使用一些最新服役的火炮。1880年，在该舰炮甲板上安装了12门8英寸火炮。有时也会在上层甲板延伸到舷墙的平台上，安装1门9英寸（229）迫击炮，1门3.42英寸（87）四磅四管炮、1门1.75英寸（44）恩斯特伦炮和1门1英寸（25）帕姆克蘭茨自动炮。由于迫击炮对船舶结构造成压力，因此在1881年被拆除。
为了缓解舵手操舵的拥挤环境，1871年该舰的舵轮被从炮台甲板移动到后桅杆前方舷墙上的平台。1876至1877年间，该舰的舰桥被拆除并安装了新锅炉。这些锅炉将引擎功率提高到1,700匹指示馬力（1,300千瓦特），使该舰在海试中达到8.5节的速度。1882年，“吾之皇位”号撞到了挪威船“海登”号（Heiden），在这三年之后该舰被列入预备役。1892年2月13日，该舰被重新分类为岸防铁甲舰，并于1895年3月23日被改作储存船。之后“吾之皇位”号曾在喀琅施塔得的水雷学校服役，直到1905年9月15日解除武装，并于同年10月11日从海军名册中除名。随后，该舰被移交给喀琅施塔得港进行处置，并于1908年9月8日被出售用作驳船。俄罗斯内战后，该舰被苏联政府接收，并于1925年6月24日出售给列宁格勒金属厂。二战期间，该舰在涅瓦河中沉没。1950年被打捞上来后拆解。

## 脚注

### 出处
1. ↑  张恩东 (2018)，第178頁.
2. ↑  杨冯生 (2021)，第76頁.
3. ↑  袁随善 & 何志刚 (1992)，第159頁.
4. ↑  McLaughlin (2011)，第115, 127頁.
5. ↑  Silverstone (1984)，第379頁.
6. 1 2  McLaughlin (2011)，第117頁.
7. ↑  McLaughlin (2011)，第119頁.
8. ↑  McLaughlin (2011)，第117, 124-126頁.
9. ↑  杨坚 (2017)，第19頁.
10. 1 2  McLaughlin (2011)，第120, 122頁.
11. ↑  McLaughlin (2011)，第122, 124頁.
12. ↑  McLaughlin (2011)，第115-116, 119頁.
13. ↑  McLaughlin (2011)，第124, 126-127頁.